# Palazzo Réntis
Il Palazzo Réntis (in greco Μέγαρο Ρέντη?) è un palazzo situato nel centro della città di Atene, in Grecia.
L'edificio sorge all'incrocio tra viale Vasilíssis Sofías (in greco Λεωφόρος Βασιλίσσης Σοφίας?) e via Mérlin (in greco Οδός Μέρλιν?).

## Storia e descrizione
Costruito nel 1928 su progetto di Vassílios Tsagrís per il diplomatico e politico greco Konstantínos Réntis, questo palazzo eclettico è dal 2005 di proprietà della Fondazione Theocharákis, che lo utilizza come sede di mostre ed eventi artistici e culturali · .